# 阿爾博塔鄉
44°46′52.72″N 24°50′52.76″E / 44.7813111°N 24.8479889°E
阿爾博塔鄉（羅馬尼亞語：Comuna Albota, Argeș），是羅馬尼亞的鄉份，位於該國中南部，由阿爾傑什縣負責管轄，面積59平方公里，海拔高度427米，2007年人口3,812，人口密度每平方公里65人。